# Пойменные леса Игнеады
Пойменные леса Игнеады (тур. İğneada Longoz Ormanları Milli Parkı) — природоохранная зона со статусом национального парка в иле Кыркларели Мраморноморского региона Турции. Образована 13 ноября 2007 года. Располагается вокруг города Игнеада у турецко-болгарской границы и занимает площадь 3155 гектаров. Находится в ведомстве Дирекции охраны природы и национальных парков (тур. Doğa Koruma ve Milli Parklar Genel Müdürlüğü) в составе Министерства окружающей среды и лесного хозяйства.

## География
На месте бывшей широкой поймы, образующейся во время половодья ручьями, текущими с горного массива Странджа к Чёрному морю, со временем сформировались аллювиальные террасы. В экосистему парка входят марши, болота, озёра и прибрежные дюны. Горы окаймляют его с юга и запада.
На территории парка находится пять озёр. Озеро Эрикли (тур. Erikli Gölü) площадью 43 гектара является лагуной, в летние месяцы вследствие интенсивного испарения отделяющейся от моря. Озеро Мерт (тур. Mert Gölü) площадью 266 гектаров образовано устьем ручья Чавушдере (тур. Çavuşdere). Три озера поменьше — Хамам(тур. Hamam Gölü, 19 га), Педина (тур. Pedina Gölü, 10 га) и Сака (тур. Saka Gölü, 5 га). Дюны к северу от города тянутся до озера Эрикли, на юге — от соединения озера Мерт с морем до озера Сака, достигая в некоторых местах высоты в 50-60 метров.

## Флора
Уникальной для юго-западного черноморского региона зоной растительности в парке являются десятикилометровые песчаные дюны, лежащие между озёрами и морем. Среди других зон растительности в парке — смешанные леса и болота. В лесах преимущественно произрастают ясень обыкновенный (Fraxinus excelsior), дуб (Quercus), ольха (Alnus), бук (Fagaceae) и клён (Aceraceae), отличительной особенностью является разнообразие вьющихся растений.

## Фауна
Из рыб в национальном парке водятся форель (Salmo), Корюшковые (Osmeridae) и кефаль (Mugilidae).
Орнитофауна представлена такими видами как орлан-белохвост (Haliaeetus albicilla), зелёный дятел (Picus viridis), совообразные (Strigiformes), серая цапля (Ardea cinerea), обыкновенная кукушка (Cuculus canorus), ракши (Coraciiformes), чёрный аист (Ciconia nigra) и удод (Upupa epops).
Встречающиеся в парке млекопитающие — среднеевропейский лесной кот (Felis silvestris silvestris), кабан (Sus scrofa), заяц-русак (Lepus europaeus), лесная куница (Martes martes), барсук (Meles meles), евразийский волк (Canis lupus lupus), благородный олень (Cervus elaphus), обыкновенная лисица (Vulpes vulpes), выдра (Lutra lutra), желтогорлая мышь (Apodemus flavicollis), лесной хорёк (Mustela putorius), полосатый скунс (Mephitis mephitis) и малые большеухие листоносы (Micronycteris).
Среди обитающих здесь рептилий — балканская черепаха (Testudo hermanni), тритон Карелина (Triturus karelinii), ящерицы (Lacertilia), асписовая гадюка (Vipera aspis) и обыкновенный уж (Natrix natrix).